# کازوهیده توموناگا
کازوهیده توموناگا (انگلیسی: Kazuhide Tomonaga; ۲۸ آوریل ۱۹۵۲ – ) پویانما، و فیلم‌نامه‌نویس اهل ژاپن بود.